# Георги Николов (офицер)
Вижте пояснителната страница за други личности с името Георги Николов.
Георги Николов Маринов е български офицер, генерал-майор от Генералния щаб, началник-щаб на 1-ва армия по време на Втората световна война (1941 – 1945).

## Биография
Георги Николов е роден е на 13 януари 1898 година в Сливен. Завършва Военното училище в София през 1919 година и е произведен в чин подпоручик. Служи във Видинския укрепен пункт, Варненския укрепен пункт и 3-то планинско артилерийско отделение. На 30 януари 1923 г. е произведен в чин поручик, а от 15 юни 1928 г. е капитан. През същата година е назначен на служба в Бургаския укрепен пункт. През 1929 г. е назначен за командир на батарея от 6-и дивизионен артилерийски полк, а от следващата година е командир на батарея от 1-ви дивизионен артилерийски полк През 1932 г. завършва Военна академия. През 1933 г. е зачислен към щаба на 1-ви армейски артилерийски полк, а от 1934 г. е командир на батарея от 1-ви армейски артилерийски полк.
На 6 май 1935 г. е произведен в чин майор, същата година е назначен за офицер за поръчки в щаба на 3-та пехотна дивизия, по-късно същата година е офицер от Генералщабна академия и малко по-късно отново същата година е назначен за военен следовател в Пловдивския военен съд През 1936 г. е помощник на секретаря във Военния съвет на Министерството на войната, а по-късно същата година е назначен за началник на секция в щаба на 4-та пехотна преславска дивизия.
През 1938 г. майор Николов е назначен за военен аташе в Атина, а по-късно същата година е назначен към Щаба на войската. През 1941 г. е назначен за командир на юнкерски учебен орляк, след което 1943 г. е назначен за началник-щаб на 3-та отделна армия, от 9 до 14 септември 1944 е командир на 3-та армия. На 14 септември 1944 става началник на оперативния отдел в Щаба на войската. На 21 ноември същата година става началник-щаб на 1-ва българска армия. Умира на 15 февруари 1945 в Сигетвар. С министерска заповед № 28 от 19 февруари е произведен посмъртно в чин генерал-майор. Награждаван е с орден „За храброст“, IV степен, 1 клас.

## Военни звания
- Подпоручик (1 януари 1919)
- Поручик (30 януари 1923)
- Капитан (15 юни 1928)
- Майор (6 май 1935)
- Подполковник (6 май 1939)
- Полковник (1943)
- Генерал-майор (19 февруари 1945) посмъртно